# Villalier
Villalier là một xã của Pháp, nằm ở tỉnh Aude trong vùng Occitanie.
Người dân địa phương trong tiếng Pháp gọi là Villaliérois.

## Hành chính
| Danh sách các xã trưởng                |           |                    |      |         |
| Giai đoạn                              | Giai đoạn | Tên                | Đảng | Tư cách |
| 1947                                   | 1983      | Gibert Jean-Pierre | PCF  |         |
| tháng 3 năm 2001                       |           | Yves Gasto         | PS   |         |
| Tất cả các dữ liệu trước đây không rõ. |           |                    |      |         |

## Thông tin nhân khẩu
| 1962                                         | 1968 | 1975 | 1982 | 1990 | 1999 |
| -------------------------------------------- | ---- | ---- | ---- | ---- | ---- |
| 546                                          | 602  | 643  | 806  | 923  | 919  |
| Số liệu từ năm 1968: Dân số không tính trùng |      |      |      |      |      |

## Nhân vật nổi bật
- Joë Bousquet, nhà văn.